# Terastia egialealis
Terastia egialealis là một loài bướm đêm trong họ Crambidae.